# Lijst van beschermd erfgoed in de gemeente Vichten
In deze lijst van beschermd erfgoed in de gemeente Vichten zijn alle geclassificeerde nationale monumenten van de Luxemburgse gemeente Vichten opgenomen.

## Monumenten per plaats

### Vichten
| Object                                                                                    | Bouwjaar/architect | Locatie | Datum beschermd?     | Coördinaten | Afbeelding |
| ----------------------------------------------------------------------------------------- | ------------------ | ------- | -------------------- | ----------- | ---------- |
| Romeins mozaïek dat deel uitmaakt van de Romeinse villa, op een plek genaamd «an der Lae» |                    |         | 2 februari 1996 (MN) |             |            |
| De overblijfselen van de Romeinse villa                                                   |                    |         | 29 januari 2010 (MN) |             |            |

## Bron
- Liste des immeubles et objets classés monuments nationaux ou inscrits à l'inventaire supplémentaire